# Casa Loup
A Casa Loup é uma mansão ao norte de Clachan, na península de Kintyre de Argyll, na Escócia. A propriedade já foi o lar dos chefes do Clã MacAlister, e o chefe ainda leva o nome de "MacAlester de Loup". Sir William Mackinnon comprou a propriedade em 1867.

## Castelo
Uma residência fortificada, ou castelo, existia anteriormente neste local, no entanto, não se sabe quando foi construída.